# Тот, Иветт
Иветт Тот (венг. Tóth Ivett; род. 20 декабря 1998 года в Будапеште, Венгрия) — венгерская фигуристка, выступавшая в одиночном катании. Бронзовый призёр турнира серии «Челленджер» Ice Challenge (2014), четырёхкратная чемпионка Венгрии (2014—2017), вице-чемпионка страны (2018 год). Также была чемпионкой своей страны среди юниоров (2013).
По состоянию на 2 мая 2018 года занимает 41-е место в рейтинге Международного союза конькобежцев.

## Карьера
Иветт родилась в 1998 году в Будапеште, фигурным катанием начала заниматься с 2005 года.
Осенью 2012 года она дебютировала на юниорском этапе Гран-при. Через несколько месяцев Иветт выиграла первенство Венгрии среди юниоров и получила право принять участие в юниорском мировом чемпионате в Милане, где она сумела пробиться в финальную часть. Следующий сезон сложился не так, как предыдущий; она стала чемпионкой Венгрии среди взрослых и приняла участие в юниорском мировом чемпионате в Софии, однако теперь венгерская одиночница не смогла выйти в финальную часть.
С осени 2014 года Тот начала принимать участие и во взрослых международных турнирах, заняла третье место на турнире в Граце и выиграла будапештский новогодний турнир. Также вновь стартовала в Чехии и Хорватии на юниорских этапах Гран-при. Во второй раз стала чемпионкой страны. В январе она дебютировала на европейском чемпионате в Стокгольме, где не смогла выйти в финальную часть. В марте приняла участие в юниорском мировом чемпионате в Таллине, где ей немного не хватило удачи для выхода в финальную часть. Завершала сезон в Шанхае на мировом чемпионате и здесь фортуна от неё отвернулась; Иветт не вышла в финальную часть чемпионата.
В следующем сезоне венгерская одиночница приняла участие в юниорских этапах Гран-при в Австрии и Хорватии. Неплохо стартовала в разных международных турнирах. В декабре стала трёхкратной чемпионкой Венгрии. В конце января 2016 года в Братиславе на европейском чемпионате Тот финишировала в числе дюжины ведущих фигуристок континента. В марте Иветт приняла участие в Дебрецене в юниорском чемпионате мира, где смогла занять восьмое место и завоевала для Венгрии право на следующий сезон заявить двух одиночниц. В апреле в Бостоне на взрослом мировом чемпионате венгерская фигуристка не сумела выйти в финальную часть.
В предолимпийский сезон Иветт выступала уже только среди взрослых: в Словакии на Мемориале Непелы она замкнула десятку лучших. Затем в Риге финишировала второй. В Эстонии на Таллинском трофее финишировала шестой. В декабре она в очередной раз стала национальной чемпионкой. В конце января 2017 года на Чемпионате Европы заняла 6 место в короткой программе и таким образом вышла в финальную часть. В произвольной программе была 8-й и финишировала в общем зачёте тоже на 8 месте, улучшив при этом все свои высшие результаты в карьере. В конце марта на чемпионате мира в Хельсинки она прошла в финальную часть и заняла двадцатое место. При этом сумела пройти квалификацию и завоевать путёвку для своей страны на Олимпиаду в Южной Корее.

### Олимпийский сезон
Олимпийский сезон для венгерской фигуристки оказался очень сложным. В межсезонье и начале сезона она усиленно лечилась, снялась со многих стартов. Лишь в середине декабря она стартовала в национальном чемпионате и заняла второе место. В середине января 2018 года Иветт выступала в Москве на континентальном чемпионате, где финишировала на тринадцатом месте. В конце февраля в корейском Канныне в личном турнире Олимпийских игр венгерская фигуристка с большим трудом прошла в финальную часть соревнований, где заняла двадцать третье место. В конце марта на чемпионате мира 2018 в Милане она прошла в финальную часть и заняла также двадцать третье место.
16 ноября 2021 года объявила о завершении спортивной карьеры.

## Спортивные результаты
| Международные                          | Международные | Международные | Международные | Международные | Международные | Международные | Международные | Международные |
| Соревнование                           | 2010/11       | 2011/12       | 2012/13       | 2013/14       | 2014/15       | 2015/16       | 2016/17       | 2017/18       |
| -------------------------------------- | ------------- | ------------- | ------------- | ------------- | ------------- | ------------- | ------------- | ------------- |
| Олимпийские игры                       |               |               |               |               |               |               |               | 23            |
| Чемпионат мира                         |               |               |               |               | 26            | 28            | 20            | 23            |
| Чемпионат Европы                       |               |               |               |               | 33            | 11            | 8             | 13            |
| Челленджеры. Ice Challenge             |               |               |               |               | 3             | 5             |               |               |
| Челленджеры. Мемориал Ондрея Непелы    |               |               |               |               |               |               | 10            |               |
| Челленджеры. Tallinn Trophy            |               |               |               |               |               |               | 6             |               |
| Santa Claus Cup                        |               |               |               |               | 1             | 2             | 1             |               |
| Seibt Memorial                         |               |               |               |               |               | 2             |               |               |
| Volvo Open Cup                         |               |               |               |               |               |               | 2             |               |
| Международные среди юниоров и новичков |               |               |               |               |               |               |               |               |
| Чемпионаты мира среди юниоров          |               |               | 21            | 31            | 28            | 8             |               |               |
| Юниорский гран-при. Австрия            |               |               |               |               |               | 8             |               |               |
| Юниорский гран-при. Белоруссия         |               |               |               | 15            |               |               |               |               |
| Юниорский гран-при. Хорватия           |               |               |               |               | 8             | 6             |               |               |
| Юниорский гран-при. Чехия              |               |               |               |               | 11            |               |               |               |
| Юниорский гран-при. Эстония            |               |               |               | 13            |               |               |               |               |
| Юниорский гран-при. Словения           |               |               | 14            |               |               |               |               |               |
| Золотой медведь Загреба                |               |               | 1 J           |               |               |               |               |               |
| Santa Claus Cup                        | 2 N           | 3 N           | 2 J           |               |               |               |               |               |
| Skate Celje                            |               |               |               | 3 J           |               |               |               |               |
| Ice Challenge                          | 11 N          |               |               |               |               |               |               |               |
| Tirnavia Ice Cup                       |               | 1 N           |               |               |               |               |               |               |
| Национальные                           |               |               |               |               |               |               |               |               |
| Чемпионат Венгрии                      |               |               | 1 J           | 1             | 1             | 1             | 1             | 2             |
| Уровни: N — новички; J — юниоры        |               |               |               |               |               |               |               |               |